# Col de Bornette
Le col de Bornette est un col de France situé à 1 304 mètres d'altitude entre le crêt du Char à l'ouest et la montagne du Charbon à l'est, dans le massif des Bauges, à la limite des départements de la Savoie et de la Haute-Savoie.

## Géographie

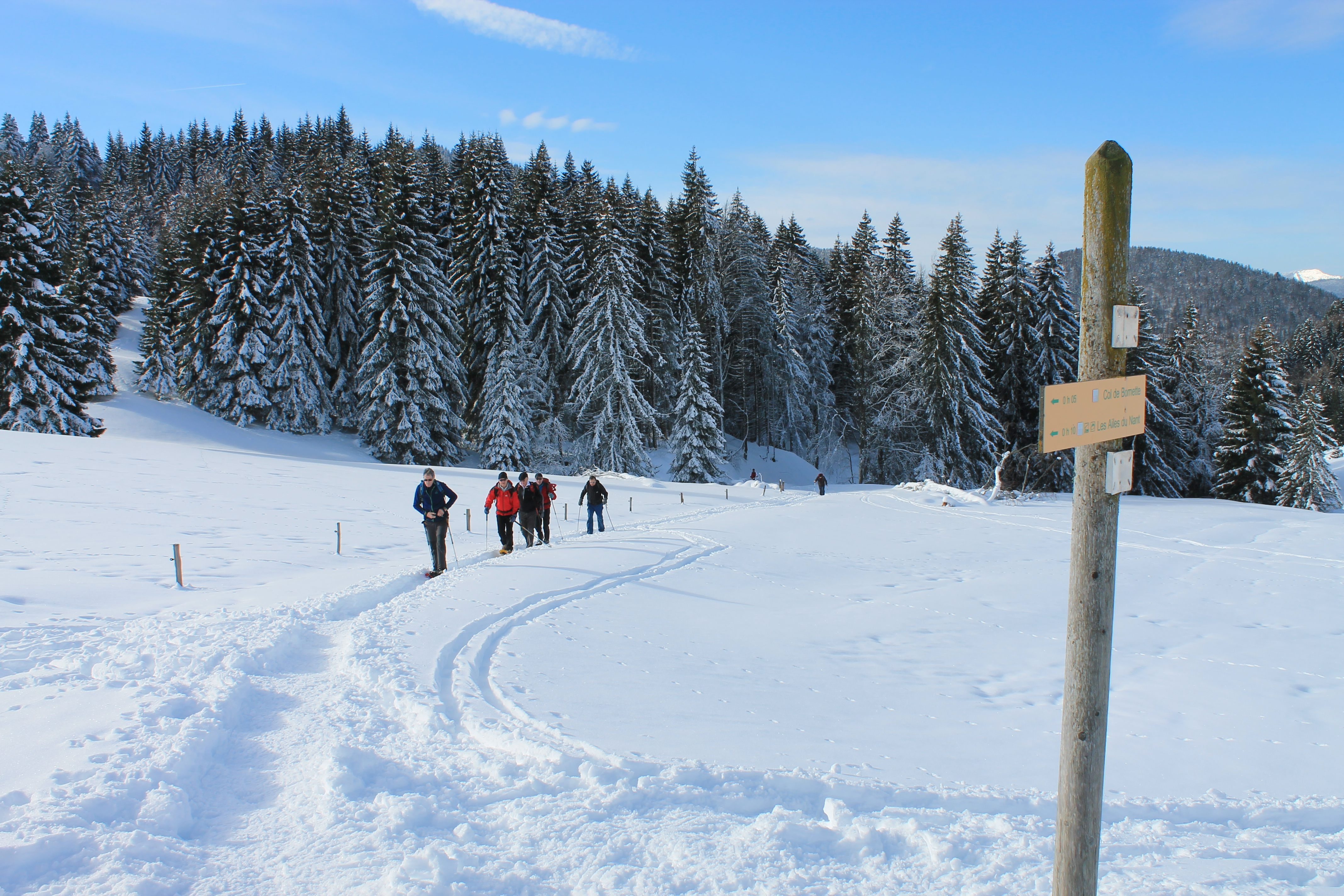
Randonnée en raquettes vers le col de Bornette (1304 m).

Le col de Bornette est situé au milieu d'alpages entre les communes de Doussard et de Lathuile au nord et Bellecombe-en-Bauges à l'ouest, entre la montagne du Charbon à l'est et le roc de Four Magnin au nord-ouest. Il n'est accessible qu'à pied par le sentier de grande randonnée de pays Massif des Bauges, à partir du Golet de Doucy au sud ou du bassin du lac d'Annecy au nord, par Bellecombe-en-Bauges à l'ouest où passe le sentier de grande randonnée 96 ou encore par le crêt du Char depuis le col de la Frasse au nord-ouest où passe le sentier de grande randonnée de pays Tour du Lac d'Annecy.
Sur son ubac se trouve la source du ruisseau de Bornette qui se jette dans le lac d'Annecy ; son adret est constitué d'un vallon au pied de la pointe de Banc Plat et de la dent des Portes et où nait le ruisseau de Bellecombe, affluent du Chéran qui je jette dans le Rhône via le Fier.

## Protection environnementale

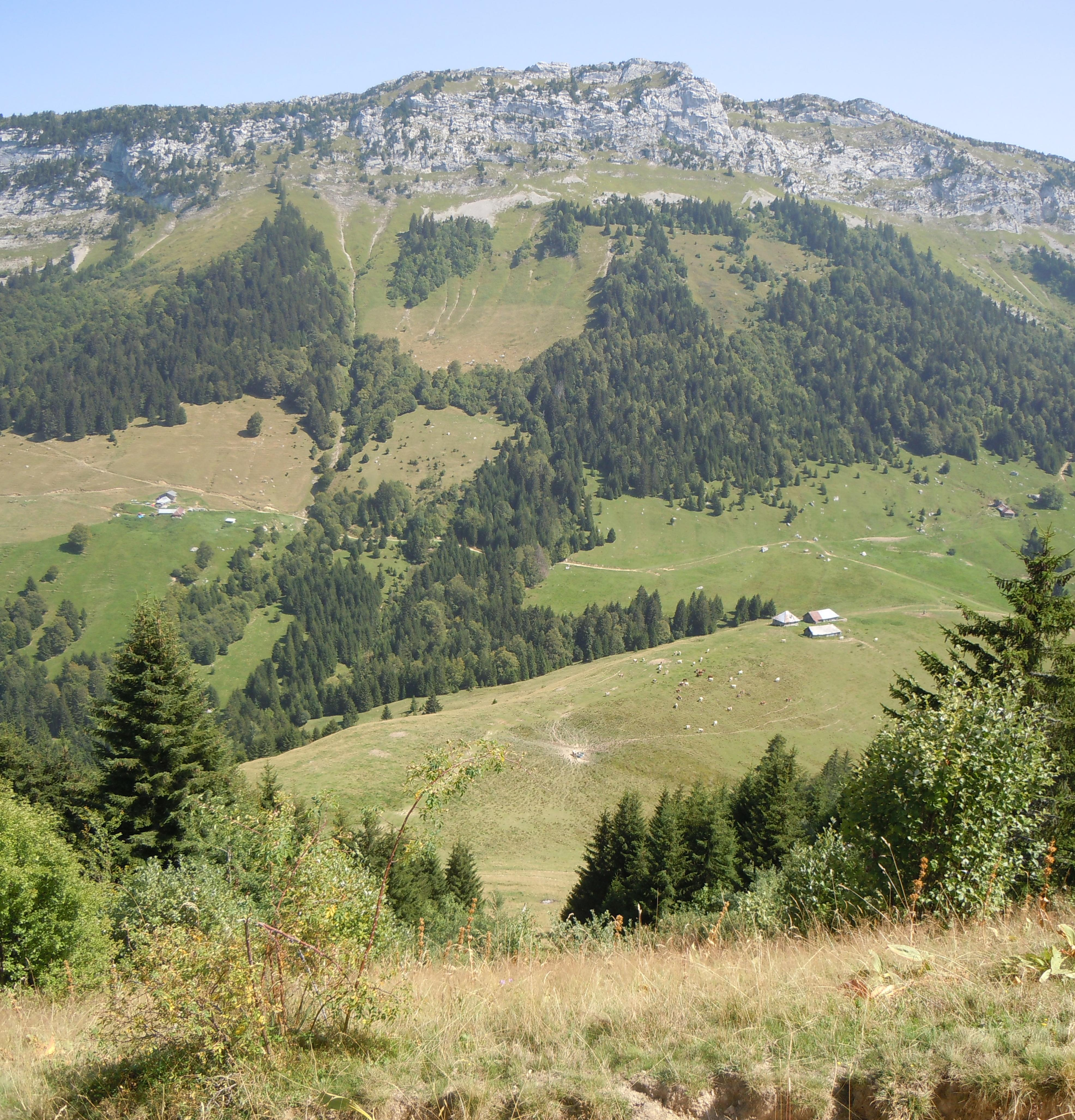
Vue du col de Bornette et de la montagne du Charbon depuis le crêt du Char.

Les alpages et la forêt du col de Bornette font partie de la zone naturelle d'intérêt écologique, faunistique et floristique de type II des Massifs Orientaux des Bauges rattachée au réseau Natura 2000.